# 維杰·阿姆里特拉吉
維杰·阿姆里特拉吉（1953年12月14日—），南印度泰米爾人，印度男網球員，史上八位打進大滿貫賽事八強的亞洲選手之一。1970年代與哥哥阿南德·阿姆里特拉吉組男雙搭擋，1974年打進温布頓四強，成一時佳話。男單方面，1973年温網美網八強，1974年美網八強，1981年温網八強。也曾在1983年的007電影《八爪女》中客串。

## 個人生活
妻Shyamala為斯里蘭卡泰米爾人。育兩子。其中長子普拉克什·阿姆里特拉吉為美籍網球員，長居加州。

## 引用文獻
1. ↑  . Itz Chennai. January 2012. （原始内容存档于2014年11月8日）.
2. ↑  Vijay Amritraj 的存檔，存档日期5 February 2009. at the Association of Tennis Professionals
3. ↑  Lidz, Franz. . Sports Illustrated. 31 March 1986  [29 June 2013]. （原始内容存档于2013-09-28）.
4. ↑  . The Southeast Missourian.   [29 June 2013].
5. ↑  . Fashion Scandal.   [29 June 2013]. （原始内容存档于2013-07-03）.